# The Beatles: The Collection
The Beatles: The Collection è un box set di dischi in vinile comprendente tutti gli album registrati dai Beatles, rimasterizzati a velocità dimezzata dagli originali nastri master stereo, ad eccezione di Magical Mystery Tour che era stato già masterizzato in stereo all'epoca della pubblicazione dai tecnici della Capitol Records.

## Storia
Ogni album venne stampato su dischi in vinile di qualità superiore dalla Victor Company of Japan al fine di assicurare la migliore qualità sonora possibile. Le copertine originali dei dischi furono rimpiazzate da fotografie di nastri e bobine audio. Le vere copertine vennero raccolte in un booklet incluso nel cofanetto insieme ad un certificato che attestava l'autenticità dell'edizione in tiratura limitata del box set. Da questa compilation furono esclusi tutti i singoli dei Beatles pubblicati in Inghilterra che non erano apparsi sui dischi regolari.
Pubblicato a inizio ottobre 1982, il cofanetto venne lodato dalla critica e dal pubblico per l'ottima qualità sonora dei vinili, ed andò esaurito entro il primo anno di messa in commercio. La MFSL ristampò quindi una seconda volta il box set arrivando così a una produzione complessiva di 25 000 copie totali. Oggi, una copia in perfette condizioni del cofanetto vale circa 1.000 dollari nel mercato del collezionismo.

## Elenco
1. Please Please Me - MFSL1-101
2. With the Beatles - MFSL1-102
3. A Hard Day's Night - MFSL1-103
4. Beatles for Sale - MFSL1-104
5. Help! - MFSL1-105
6. Rubber Soul - MFSL1-106
7. Revolver - MFSL1-107
8. Sgt. Pepper's Lonely Hearts Club Band - MFSL1-100
9. Magical Mystery Tour - MFSL1-047
10. The Beatles - MFSL2-072 (due LP)
11. Yellow Submarine - MFSL1-108
12. Abbey Road - MFSL1-023
13. Let It Be - MFSL1-109